# 乳腺纤维囊变
乳腺纤维囊变（fibrocystic breast changes）又称乳房纤维囊肿、弥漫性囊性乳腺病（diffuse cystic mastopathy，ICD-10），旧称乳腺小叶增生，是女性乳腺组织不同程度的纤维囊性变，有囊肿形成、间质纤维化、腺体组织增殖、大汗腺化生等多种表现，属乳腺过度反应性改变的统称。
乳腺纤维囊变从青年到中年均可发生，非常普遍。发病初期有乳房痛，出现肿块等，如不注意治疗有可最终发展为乳腺癌。
预防此情况发生应在生活上应少摄入激素，例如少食用煎炸食品等，多食用蔬菜少食用肉，不吸烟饮酒。